# Гней Марций
Гней Марций (на латински: Cnaeus Marcius) е политик на Римската република през началото на 4 век пр.н.е. Произлиза от плебейската фамилия Марции.
Той е народен трибун през 389 пр.н.е.. Изпратен е като посланик да преговаря с галите. Рим е нападнат от галите с Брен (на 18 юли 390 пр.н.е. или 387 пр.н.е.) и Марк Фурий Камил е избран за диктатор с началник на конницата Гай Сервилий Ахала.
Неговият роднина Гай Марций Руцил e консул 357, 352, 344 и 342 пр.н.е. и първият плебейски диктатор през 356 пр.н.е.